# Пасош Исланда
Пасош Исланда је јавна путна исправа која се исландском држављанину издаје за путовање и боравак у иностранству, као и за повратак у земљу. 
За време боравка у иностранству, путна исправа служи њеном имаоцу за доказивање идентитета и као доказ о држављанству Исланда. Пасош Исланда се издаје за неограничен број путовања.
Исланд још увек није држава чланица Европске уније али је потписница Шенгена, па њени грађани могу да се несметано крећу по територији чланица без визе.

## Језици
Пасош је исписан исландским, француским и енглеским језиком.

### Страница са идентификационим подацима
- Слика носиоца пасоша
- Тип („P“ за пасош)
- Код државе
- Серијски број пасоша
- Презиме и име носиоца пасоша
- Држављанство
- Датум рођења (ДД. ММ. ГГГГ)
- Пол (M за мушкарце или F за жене)
- Место рођења
- Датум издавања (ДД. ММ. ГГГГ)
- Потпис носиоца пасоша
- Датум истека (ДД. ММ. ГГГГ)
- Ауторитет